# Corymbia opacula
Corymbia opacula là một loài thực vật có hoa trong Họ Đào kim nương. Loài này được L.A.S.Johnson mô tả khoa học đầu tiên năm 1995.